# Elativ (komparationsgrad)
Se även Elativ för kasuset med samma namn.
Elativ används även som namn på en komparationsgrad av adjektiv som saknas som morfologiskt markerad kategori i svensk adjektivböjning. Den innebär att någonting är sin egenskap i för hög grad, och motsvaras i svenskan således av att för eller alltför ställs framför adjektivet. Denna dubbla betydelse av ordet är olycklig med tanke på att adjektiv ofta kasusböjs, men torde bero på att betydelserna inte "kolliderar" i något enskilt språk.
Det mest berömda exemplet är takbir inom islam. Frasen, Allahu Akbar (الله أكبر) är i elativ komparation men översätts regelmässigt till "Gud är större" (komparativ), "Gud är störst" (superlativ) och ibland (felaktigt) till "Gud är stor". En alternativ översättning skulle lyda "Gud är den större", alltså komparativ form, men med antydan om att den berörda kvaliteten (storleken) är större än allt annat (dvs "störst"). Den närmaste bokstavliga översättningen torde vara "Gud är alltför stor", vilket emellertid riskerar en värdeböjning av satsen ("Gud är för stor" eller "Gud är så stor att jag är obekväm med hans storhet").